# Янова (річка)
Янова — річка в Україні, у Кельменецькому районі Чернівецької області. Права притока Дністра (басейн Чорного моря).

## Опис
Довжина річки приблизно 9,3 км. Формується з 2-х малих річок Паньківської, Горянської та декількох безіменних струмків.

## Розташування
Бере початок у Іванівці. Спочатку тече на північний схід, а потім на північний захід і впадає у Дністровське водосховище (річка Дністер).
Річку перетинає автошлях Р 63.